# Mamenchisaurus
Mamenchisaurus (il cui nome significa "lucertola Mamenchi") è un genere estinto di dinosauro sauropode mamenchisauride vissuto nel Giurassico superiore, circa 160-145 milioni di anni fa (Oxfordiano-Titoniano), in quella che oggi è la Cina. Il genere è noto da diverse specie accomunate dall'avere un collo incredibilmente lungo, che poteva costituire anche metà della lunghezza totale del corpo. Alcune di queste specie potrebbero aver raggiunto i 35 metri (115 piedi) di lunghezza ed un eventuale peso di 50-75 tonnellate.

## Descrizione
L'esteso collo del mamenchisauro era sorretto da lunghe ossa sovrapposte, che lo rendevano piuttosto rigido e lento nei movimenti; esso aveva anche una robusta muscolatura capace di sorreggere la piccola testa. Il mamenchisauro era lungo come un campo da tennis, ma aveva una corporatura piuttosto magra con un peso di 20-35 tonnellate. La colonna vertebrale era cava in alcuni punti, e dunque risultava notevolmente alleggerita.
L'area in cui questo dinosauro viveva, 145 milioni di anni fa, era ricoperta da vaste e dense foreste di sandalo e sequoie. I mamenchisauri vi pascolavano, brucando foglie e germogli delle cime degli alberi, che erano oltre la portata degli altri dinosauri, con i piccoli denti a piolo.
Durante la stagione dell'accoppiamento, i maschi probabilmente usavano la propria testa per colpirsi nei combattimenti ingaggiati per la conquista delle femmine, come le attuali giraffe.

## Specie
- M. anyuensis (Yang, Cai, Li & Liu, 1996) Rinvenuto nella formazione Suining e nella formazione Penglaizhen, si ipotizza una lunghezza di circa 21 m (69 piedi).
- M. constructus (Young, 1954) La specie tipo, l'olotipo è rappresentato da uno scheletro parziale lungo circa 13 m (43 piedi).
- M. fuxiensis (Hou, Zhao e Chu, 1976) Originariamente conosciuto come Zigongosaurus, l'olotipo è rappresentato da pochi resti che non permettono di ricostruire l'animale adeguatamente.
- M. hochuanensis (Young & Zhao, 1972) Rappresentato da 4 scheletri parziali rinvenuti nella formazione Shaximiao, l'animale era lungo circa 22 m (72 piedi).
- M. jingyanensis (Zhang, Li & Zeng, 1998) Rinvenuto anch'esso nella formazione Shaximiao, l'olotipo è rappresentato da uno scheletro non molto completo, la stime di taglia si aggirano sui 20–22 m (66-72 piedi).
- M. youngi (Pi, Ouyang e Ye, 1996) Rinvenuto nella Xinmin County, Zigong city, nella provincia di Sichuan in Cina. Si tratta della specie più piccola con circa 16 m (52 piedi) di lunghezza stimata.
- M. sinocanadorum (D. Russell & Zheng, 1994) Rinvenuto nella formazione Shinshugou e descritto tramite pochi resti trovati isolati fra loro, si tratta della specie più grande con circa 26 m (85 piedi) di lunghezza stimata. Questa specie potrebbe essere ancora più grande del previsto dato che in una mostra allestita a Pechino diverso tempo fa venne montato uno scheletro attribuito a M. sinocanadorum. Questo scheletro misura circa 35 m (115 piedi) e se fosse di origine naturale il sauropode diventerebbe il più grande dinosauro asiatico, di taglia paragonabile ai super titanosauridi quali Argyrosaurus e Argentinosaurus.

## Nella cultura di massa
Il Mamenchisaurus è uno dei sauropodi meglio conosciuti e meglio noti al pubblico, sebbene non sia famoso come altri suoi parenti come Apatosaurus, Brachiosaurus e Diplodocus, nei media e nei libri l'apparizione del Mamenchisaurus è molto rara e soprattutto nei prodotti cinematografici è il più delle volte mai presente.
L'unica apparizione meglio documentata e meglio nota nei prodotti cinematografici è quella nel film Il mondo perduto - Jurassic Park (1997) relativo al celebre franchise di Jurassic Park, limitata a pochi secondi. Dopo quella apparizione, il Mamenchisaurus non è mai più apparso nei prodotti di Jurassic Park, se non nei videogiochi Jurassic World Evolution (2018) e Jurassic World Evolution 2 (2021).